# Эфемерный ключ
Криптографический ключ называется эфемерным  (др.-греч. ἐφημερίς — на день, ежедневный ← ἐπί — на + ἡμέρα — день), если он создан специально для выполнения только одного распределения ключей. Иногда эфемерные ключи используют несколько раз в одной сессии, например при широковещании, где эфемерный ключ создаётся для каждого отдельного сообщения, а не отдельной стороны.
Эфемерный ключ используется, например, в системе открытого шифрования при передаче сообщения.